# Ultimate Comics: Hawkeye
Ultimate Comics: Hawkeye — ограниченная серия комиксов, состоящая из 4 выпусков, которую в 2011 году издавала компания Marvel Comics как часть Ultimate Marvel. За сценарий отвечал Джонатан Хикман, а художником выступил Рафа Сандовал.

## Синопсис
Соколиный глаз сталкивается с группой учёных, которые создали вирус, способный отменять мутацию, а также сыворотку, способную запускать её.

### Выпуски
| № | Дата выхода      | Оценка на Comic Book Roundup   | Предполагаемый объём продаж (первый месяц) |
| - | ---------------- | ------------------------------ | ------------------------------------------ |
| 1 | 31 августа 2011  | 6,4 из 10 на основе 8 рецензий | 30 469, позиция в Северной Америке — 55    |
| 2 | 21 сентября 2011 | 5,7 из 10 на основе 3 рецензий | 25 551, позиция в Северной Америке — 96    |
| 3 | 19 октября 2011  | 6,6 из 10 на основе 4 рецензий | 24 762, позиция в Северной Америке — 103   |
| 4 | 23 ноября 2011   | 6 из 10 на основе 4 рецензий   | 23 562, позиция в Северной Америке — 95    |

### Сборники
| Название                | Тип            | Дата выхода  | Собранный материал           | ISBN              | Предполагаемый объём продаж (первый месяц) |
| ----------------------- | -------------- | ------------ | ---------------------------- | ----------------- | ------------------------------------------ |
| Ultimate Comics Hawkeye | Мягкая обложка | 25 июля 2012 | Ultimate Comics Hawkeye #1—4 | 978-0-7851-5744-1 | 2 210, позиция в Северной Америке — 28     |

## Отзывы
На сайте Comic Book Roundup серия имеет оценку 6,2 из 10 на основе 19 рецензий. Эрик Норрис из IGN дал первому выпуску 6,5 балла из 10 и посчитал, что подача «оставляет желать лучшего». Чад Неветт из Comic Book Resources написал, что «стиль Сандовала блочный, почти мультяшный, напоминающий работы Калли Хамнера, хотя и менее отточенный и более склонный к тяжёлым теням».